# Jean-François Kahn

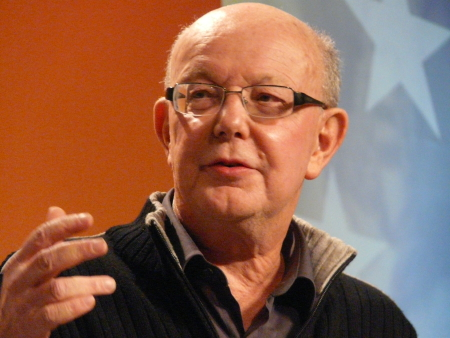
Jean-François Kahn bei der Veranstaltung zum Wahlkampfstart der Europawahl vom Mouvement démocrate (MoDem), am 8. Februar 2009, Paris

Jean-François Guy André Kahn (* 12. Juni 1938 in Viroflay, Département Seine-et-Oise; † 22. Januar 2025 in Avallon, Département Yonne) war ein französischer Journalist, Publizist und Politiker. Er gründete 1997 die Wochenzeitung Marianne und blieb deren Geschäftsführer bis 2007. Er war Spitzenkandidat für die Partei Mouvement démocrate im Wahlkreis Est bei der Europawahl in Frankreich 2009.

## Leben
Jean-François Kahn war der Sohn des jüdischen Philosophen Jean Kahn-Dessertenne und der Bruder des Arztes und Genetikers Axel Kahn und des Chemikers Olivier Kahn.
Nach drei Jahren Geschichtsstudium arbeitete er bei der Post und dann in der Druckindustrie. Er interessierte sich dann für den Journalismus und wurde als Reporter für den Algerienkrieg nach Algerien geschickt. Seine Ermittlungen führten zur Offenbarung der Ben-Barka-Affäre.
Er arbeitete dann für verschiedene Zeitungen, Zeitschriften oder Radiosender: Paris-Presse, L’Express, Europe 1, Le Monde. 2007 verließ er seine Stelle bei der Wochenzeitung "Marianne", die er gegründet hatte, und unterstützte François Bayrou bei den französischen Präsidentenwahlen.
Jean-François Kahn starb am 22. Januar 2025 in Avallon im Alter von 86 Jahren.